# Jagdschloss Baum

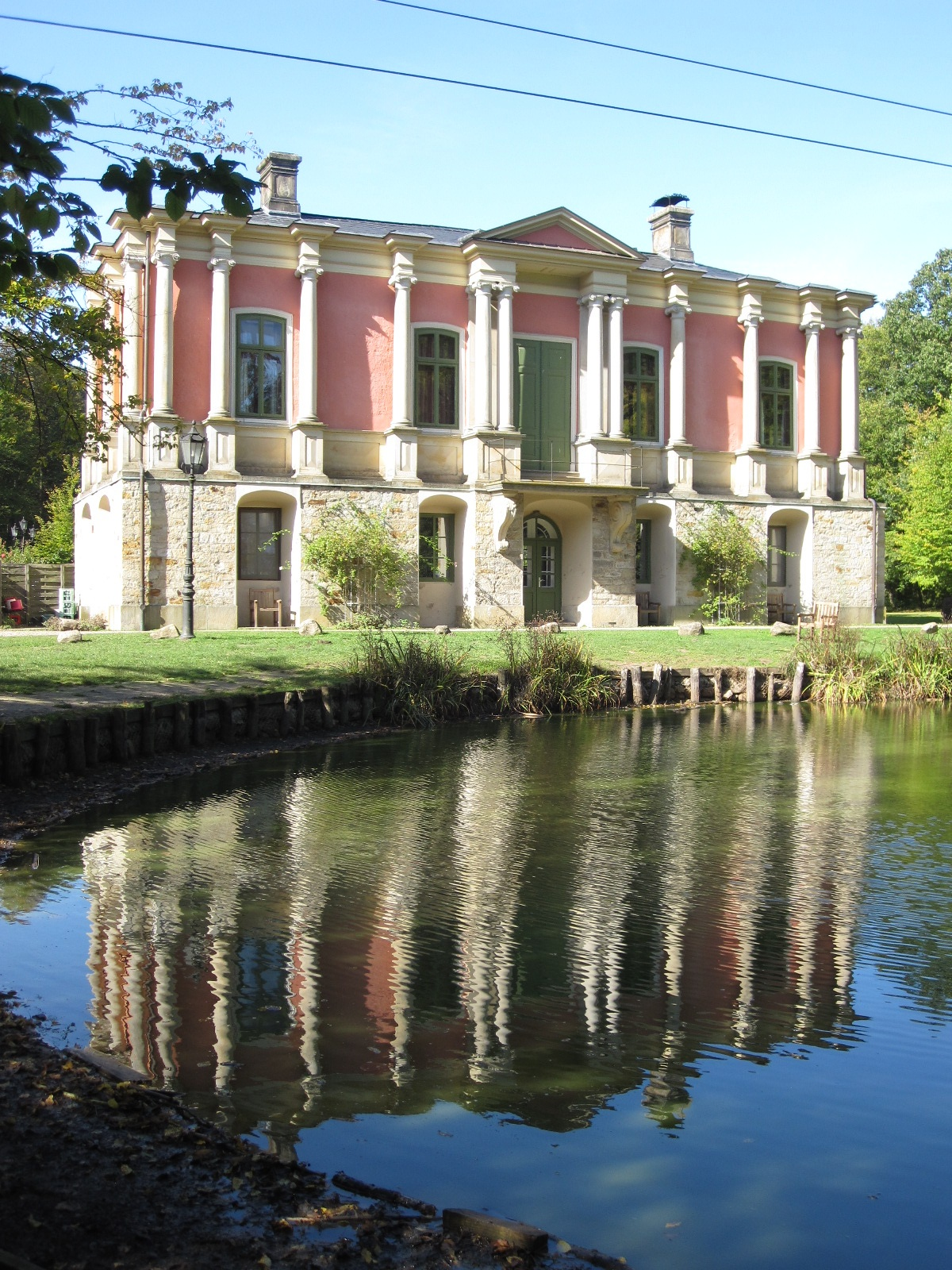
Schloss Baum, von Süden aus gesehen

Das ehemalige Jagdschloss Baum ist ein kleines Jagdschloss in der Nähe der niedersächsischen Stadt Bückeburg. Es liegt an der Straße nach Lahde im Schaumburger Wald und gehört noch heute dem Haus Schaumburg-Lippe.

## Geschichte

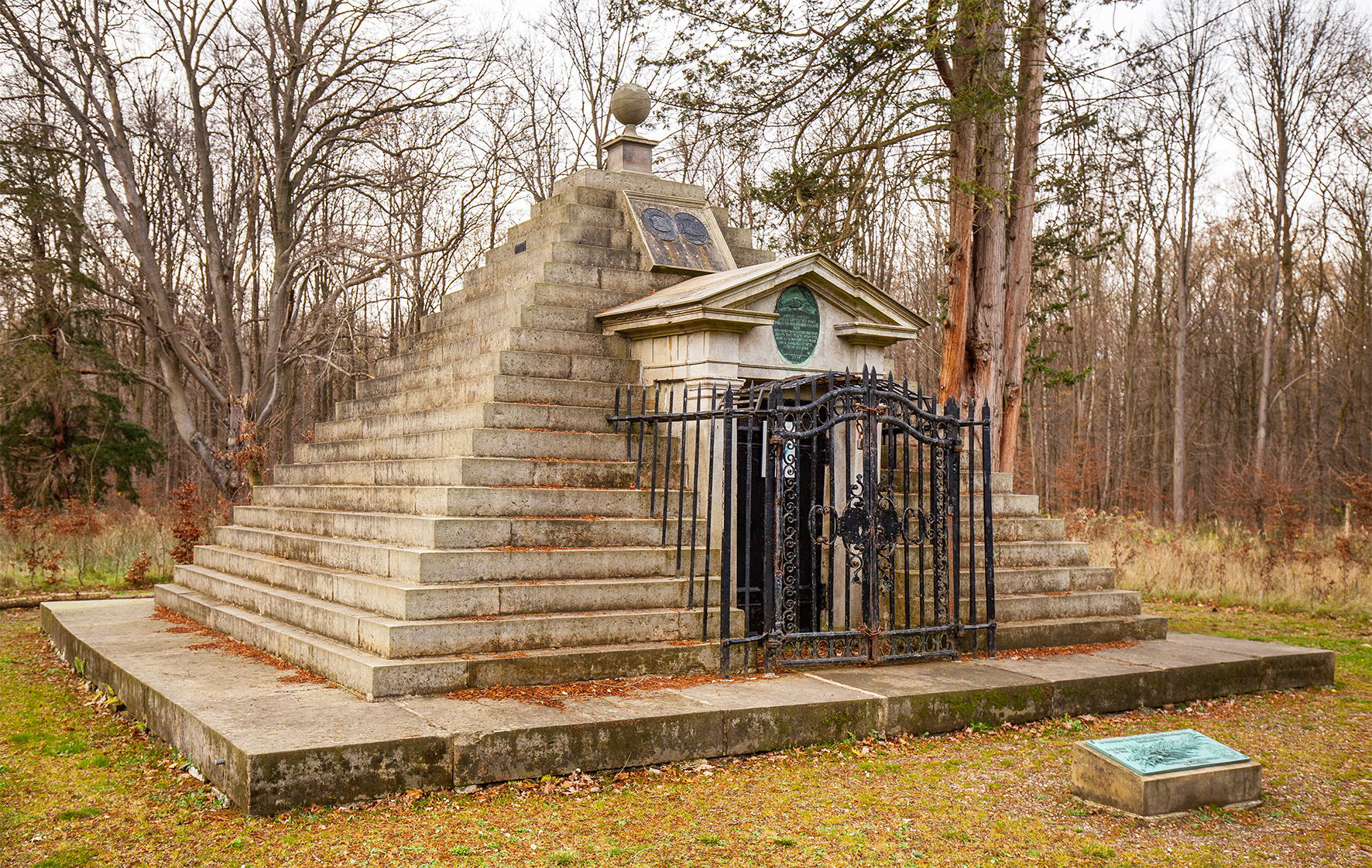
Mausoleum von Wilhelm zu Schaumburg-Lippe bei Schloss Baum

Schloss Baum wurde 1760/1761 im Auftrag des Grafen Wilhelm zu Schaumburg Lippe errichtet. Dabei wurde das Untergeschoss des Vorgängerbaus genutzt. Dessen Maße von 8 mal 21 Metern bestimmten die Grundfläche. Der Bau ist eine Schöpfung des spätbarocken Klassizismus. An das Schloss schließt sich ein englischer Landschaftsgarten mit einem kleinen Teich an. Dahinter befindet sich eine Grottenanlage, die von zwei Portalen umringt wird. Diese Frühbarockportale wurden 1758 aufgestellt und vermutlich zwischen 1604 und 1606 für den Erdgeschosssaal im Bückeburger Schloss geschaffen.
Wilhelm zu Schaumburg Lippe ließ 1776 in einem Parkgelände nahe dem Schloss ein pyramidenförmiges Familienmausoleum errichten, dessen Flächen stufenartig gegliedert sind. Dessen Eingang bildet ein ostwärts gerichtetes Portal in Portikusform. Auf den Stufen der Pyramide hatte man ursprünglich Zierpflanzen aufgestellt. Das Mausoleum lag früher in einem gestalteten Gartenareal mit Hecken, das sich später zu einem waldartigen Park mit Alleen entwickelte.
Den Namen soll das Schloss einem Schlagbaum, an dem unweit der Grenze des kleinen Fürstentums das Zollrecht geltend gemacht wurde, verdanken.
Bis zum 31. März 2021 diente das Schloss als Tagungs- und Freizeitstätte der evangelischen Jugend der Landeskirche Schaumburg-Lippe und war eine Bildungsstätte für Seminare, Bildungsveranstaltungen, Ferien- und Wochenendfreizeiten. Im Schloss selbst befinden sich dafür ein Esszimmer, ein Gemeinschaftsraum, die Küche und im oberen Geschoss Schlafmöglichkeiten. Für weitere Schlafmöglichkeiten sorgt ein später errichtetes Nebengebäude für bis zu 40 Gäste.
Im Februar 2022 übernahm ein neuer Träger die Bildungsstätte.